# Sorbonne
För andra betydelser, se Sorbonne (olika betydelser).

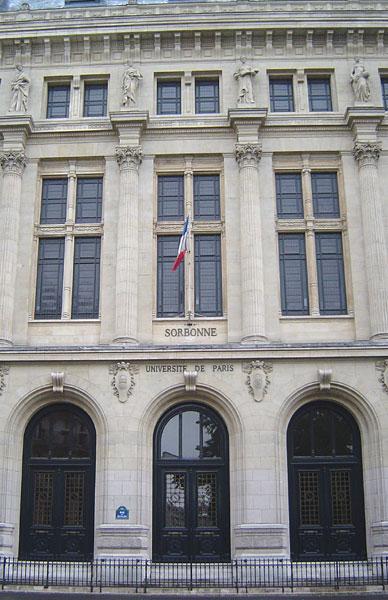
Universitetsbyggnaden Sorbonne sedd från Place de la Sorbonne i väster i Latinkvarteret i centrala Paris.

Sorbonne är en universitetsbyggnad i Paris, associerad till Paris universitet med efterföljare, belägen i Latinkvarteret i 5:e arrondissementet i centrala Paris. Byggnaden uppfördes ursprungligen för Collège de Sorbonne, grundat 1257 av och namngivet efter Robert de Sorbon, som en av de första utbildningsenheterna i det medeltida Paris universitet. Så kom byggnadsnamnet sedermera att bli metonym för Paris universitet som sådant, samt dess efterföljare efter den uppdelning som följde på majrevolten, se uppdelning av Paris universitet efter majrevolten 1968. 

## Historia

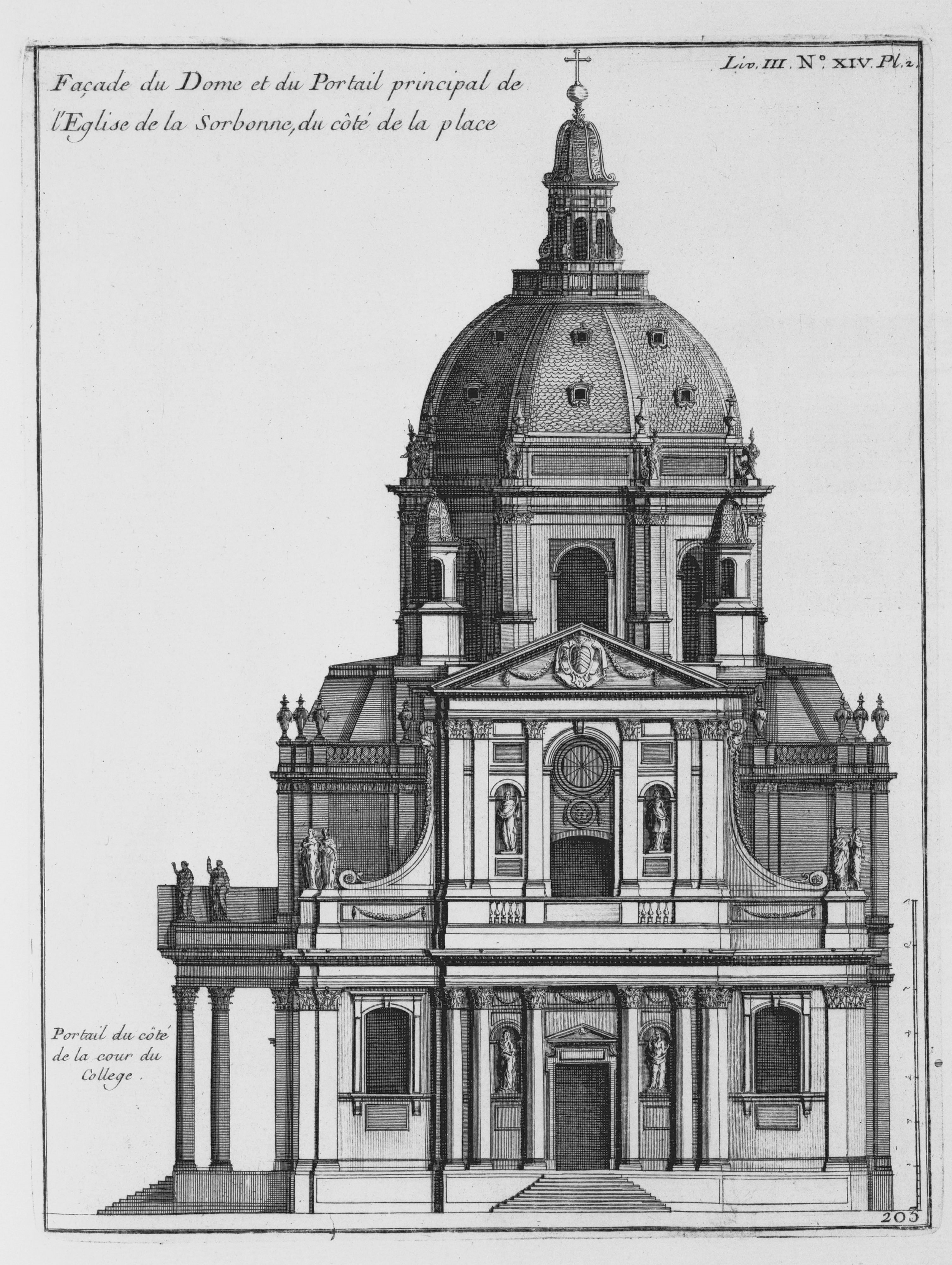
Kappell Richelieu.

Det i byggnadskomplexet ingående kapellet samt dess rikt volutförsedda fasad som vetter mot Place de la Sorbonne i västlig riktning, uppfördes under 1600-talet.